# 興福院 (柏市)
興福院（こうふくいん）は、千葉県柏市にある真言宗豊山派の寺院。

## 歴史
大同年間（806年 - 810年）に開山された。その後、1263年（弘長5年）に澄尊によって中興された。その際に「無薬院」から「興福院」に改称した。
1579年（天正7年）、手賀城の城主原胤親は当院で戦勝祈願し、成就することができた。これにより原家は檀家となり、土地等が寄進された。しかし、1590年（天正18年）、小田原合戦で手賀城は落城、当院も焼失した。
江戸時代初期、長運が旧手賀城二ノ丸跡地の現在地に移転し再興させた。
江戸時代は、西光院・明王院・千手院・花下院・宝寿院・福蔵院・南蔵院・弘誓院（以上、柏市）・延命寺・東光院（以上、白井市）・龍泉寺（我孫子市）の末寺を擁していた。明治以降に廃寺や活動停止状態になっている寺もある。これらの廃寺の仏像は当院に移されている。
当院の本尊は十一面観音である。弘法大師空海の作とも運慶の作とも伝えられており、現在は秘仏である。

## 交通アクセス
- 路線バス湖北台五丁目停留所より徒歩28分。